# シャープ (テレビドラマ)
『シャープ』は、2003年から2007年にかけてKBSで放送されたテレビドラマである。多感な思春期に、クラスメイトや周りの大人たちと日々悩みながら成長していく学園ドラマとなっている。

## Season1
多感な中学生の男女がおりなす成長物語。これまで高校生が中心のストーリーだったが、本作では中学生が中心のストーリーとなっている。2003年SMエンタテインメント主催のオーディションで大賞を獲得したコ・アラが、主人公イ・オンニムを演じている。

### キャスト
- コ・アラ - イ・オンニム 役
- ソ・ヒョンソク - チャン・ウク 役
- 嚴弘植-   ユ・アイン  役
- イ・ウンソン - ソ・ジョンミン 役
- ヒョン・ジョンウン - イ・ユンジョン 役
- カン・ソグ -  イ・サンフム 役
- イ・ウンギョン - キム・ソンヒ 役
- キム・ハギュ - キム・ジョンシク 役
- オ・ヨンソ - イ・イェリム 役

### スタッフ
- 脚本 : ホン・ジナ、ホン・ジャラム、クォン・ギギョン
- 演出 : チェ・セギョン、キム・ジョンファン

## Season2
Season1で中学生だった主人公が高校に進学し、恋や友情、部活などめぐり成長して行く物語。

### キャスト
- コ・アラ - イ・オンニム 役
- イ・ウンソン - ソ・ジョンミン 役
- キム・キボム - チュ・ヨミョン 役
- イム・セミ - イム・セミ 役
- カン・ソグ -  イ・サンフム 役
- イ・ウンギョン - キム・ソンヒ 役
- オ・ヨンソ - イ・イェリム 役
- アン・ネサン - チェ・ソンボム 役
- チェ・ウンソ
- キム・ヒチョル

### スタッフ
- 脚本 : パク・ソンジャ、ノ・ユギョン、クォン・ギギョン
- 演出 : チェ・ソギョン

## Season3
問題児の烙印を押された高校生らが一堂に集められた特別クラスで起こる、友情や恋などをめぐる成長物語。

### キャスト
- ソ・ジュニョン - パク・イジュン 役
- ソ・ミンウ - ゴンユン 役
- チャン・アヨン - チャン・アヨン 役
- ソン・インファ - パク・オクギヨン 役

### スタッフ
- 脚本 : ユン・ジヨン、パク・ソンジャ
- 演出 : チェ・セギョン